# 朗特
朗特（法語：Lanthes，法語發音：[lɑ̃t]）是法国科多尔省的一个市镇，属于博讷区。

## 地理
朗特（46°59'37"N, 5°12'14"E）面积9.79 平方千米，位于法国勃艮第-弗朗什-孔泰大區科多尔省，该省份为法国中东部省份，北起奥布省，西接涅夫勒省和约讷省，南至索恩-卢瓦尔省，东南接汝拉省，东临上索恩省，东北部与上马恩省接壤。
与朗特接壤的市镇（或旧市镇、城区）包括：帕尼堡、瑟尔、布斯朗日、尚布朗、格罗布瓦莱蒂谢、雅朗日、普尔朗、克吕-维勒讷沃。

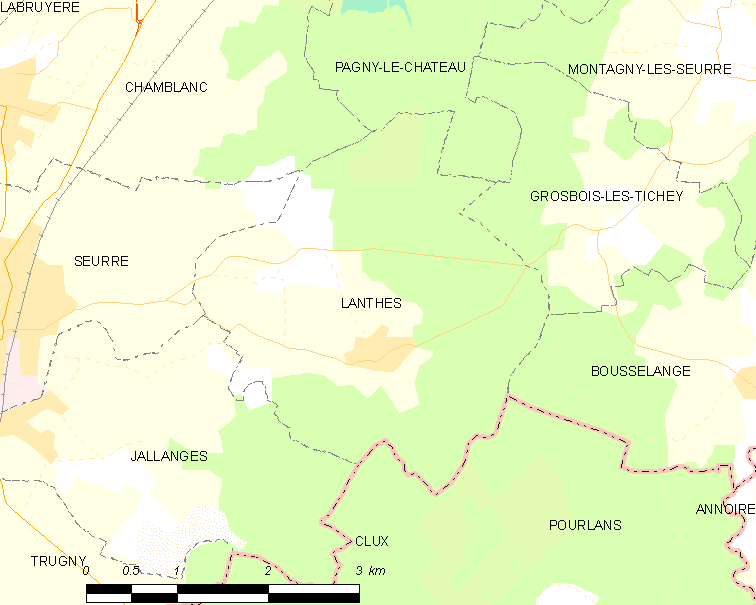
朗特的OSM定位图

朗特的时区为UTC+01:00、UTC+02:00（夏令时）。

## 行政
朗特的邮政编码为21250，INSEE市镇编码为21340。

## 政治
朗特所属的省级选区为布拉泽昂普莱讷县。

## 人口

1962-2008年间朗特人口变化图示

朗特于2022年1月1日时的人口数量为255人。